# La ruota del Khadi - L'ordito e la trama dell'India
La ruota del Khadi - L'ordito e la trama dell'India è un film documentario del 2019 diretto da Gaia Ceriana Franchetti. Il film è stato presentato alla Festa del Cinema di Roma 2019.
La voce narrante del film è di Tara Gandhi Bhattacharjee, nipote del Mahatma Gandhi.

## Trama
L'India vista attraverso l'opera della tessitura del Khadi, una stoffa principalmente di cotone che viene filata e tessuta a mano, originariamente realizzata su un filatoio a ruota chiamato Charka. Un viaggio che viene accompagnato dal prezioso contributo della testimonianza e dalle riflessioni di Tara Gandhi Bhattacharjee, nipote del Mahatma Gandhi che era solito lavorare e tessere al telaio le proprie vesti come forma di rispetto della tradizione indiana e come ulteriore mezzo di ribellione pacifica nei confronti del colonialismo inglese.

## Produzione
Il documentario è stato prodotto da Indoroman e supportato dal Ministero per i beni e le attività culturali e per il turismo (MiBACT).
Le riprese del film sono iniziate nel gennaio del 2017.

## Promozione
Il primo trailer del film viene diffuso a settembre 2020.
Il 30 settembre 2020, la conduttrice e giornalista Barbara Palombelli promuove il film su Rete 4, durante la trasmissione Sportello di Forum.

## Distribuzione
Il documentario è stato distribuito nelle sale cinematografiche a partire dal 2 ottobre 2020.

## Accoglienza

### Incassi
In Italia, al Box Office, il film ha incassato nelle prime 3 settimane di programmazione 2,3 mila euro e 1,4 mila euro nel primo weekend.

### Critica
Il film è stato apprezzato sia dal pubblico che dalla critica. Il magazine Mymovies ha attribuito un punteggio medio di 3,09 stelle su 5. Il periodico la Rivista del cinematografo ha invece attribuito al film un punteggio di 3 stelle su 5.